# KBS World
KBS World är en sydkoreansk TV-kanal ägd av Korean Broadcasting System, som riktar sig till en internationell publik utanför Sydkorea. Kanalen lanserades den 1 juli 2003 och sänder huvudsakligen på koreanska, men undertexter på engelska, och kinesiska finns även.
Förutom från Seoul finns det tre separata sändningar som drivs av KBS:s dotterbolag för specifika marknader: 
- Den japanska versionen av KBS World, som drivs av KBS Japan. Den riktar sig till målgrupper i Japan.
- Den indonesiska versionen av KBS World, som drivs av OKTN. Den riktar sig till målgrupper i Indonesien.
- Den amerikanska versionen av KBS World, som drivs av KBS America, riktar sig mot målgrupper i Nord- och Sydamerika.